# نيكولاي ماكاروف
نيكولاي جورجييفيتش ماكاروف (مواليد يناير 1955) (بالروسية: Николай Георгиевич Макаров) هو رياضياتي روسي متخصص في التحليل التوافقي.

## مسيرته
درس في جامعة لينينغراد الحكومية، وحصل على شهادة البكالوريوس في عام 1982، ودكتوراه في عام 1986 تحت إشراف نيكولاي نيكولسكي. في عام 1986 كان رئيسًا مدعوًا للمؤتمر الدولي لعلماء الرياضيات في بيركيلي (كاليفورنيا). في عام 1986 حصل على جائزة سالم لحل المشاكل الصعبة التي تنطوي على السلوك الحدودي لرسم الخرائط المطابقة للقرص على نطاق مع حدود مبرهنة منحنى جوردان باستخدام أساليب عشوائية. كان أكاديميًا في معهد ستيكلوف للرياضيات في لينينغراد. منذ تسعينيات القرن العشرين، يعمل أستاذاً في معهد كاليفورنيا للتقنية.
ومن بين طلابه ستانيسلاف سميرنوف الحاصل على ميدالية فيلدز سنة 2010.

## روابط خارجية
- Nikolai G. Makarov, Mathematics Professor, caltech.edu
- mathnet.ru